# 济阳路小礼拜堂
36°04′28.3″N 120°19′20.4″E / 36.074528°N 120.322333°E

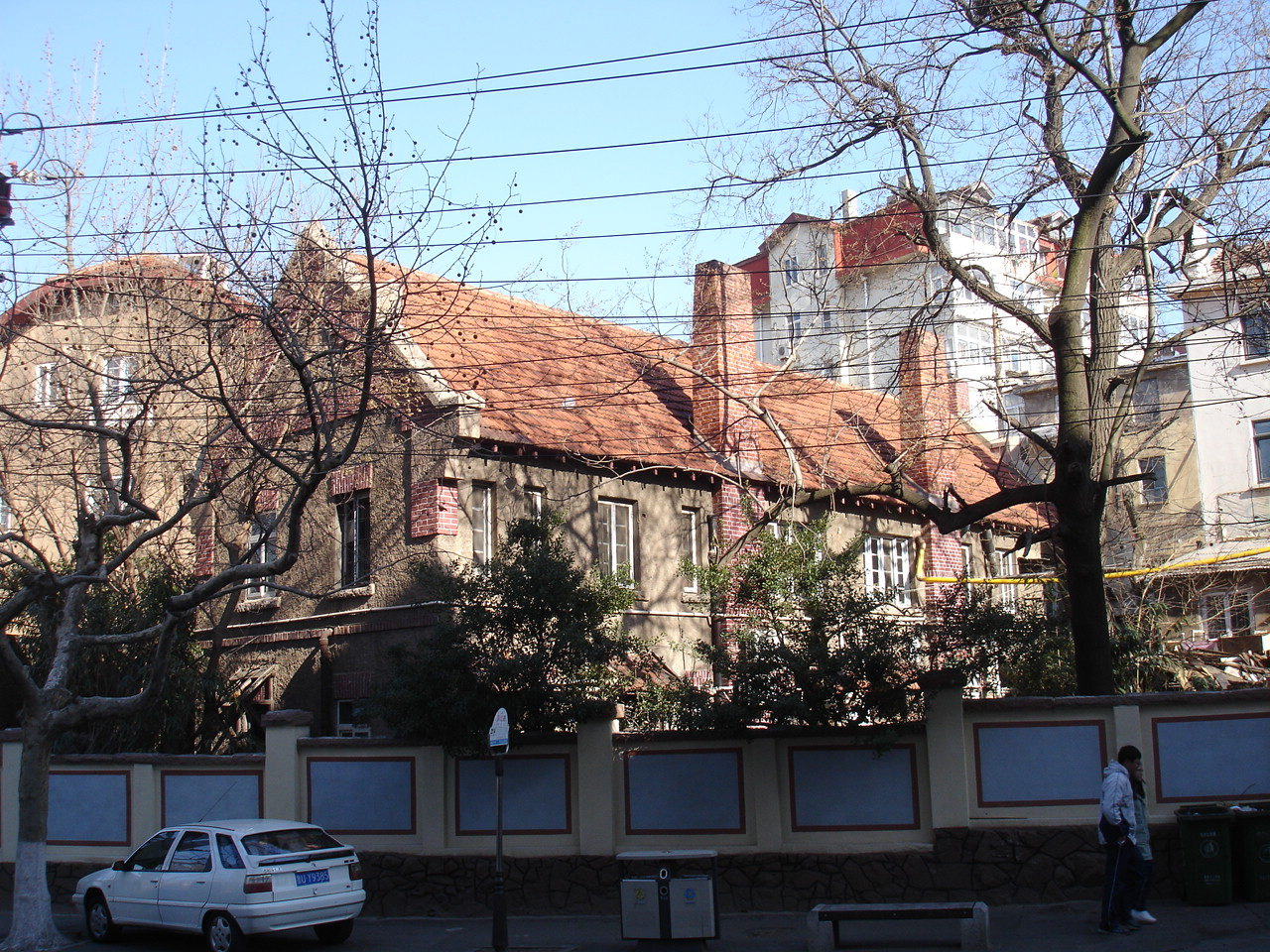
济阳路小礼拜堂，2014年

济阳路小礼拜堂是位于中国山东省青岛市市北区济阳路4号的一座基督教新教小礼拜堂，建造时间不详，现已不再为宗教场所。为市北区不可移动文物。

## 历史
济阳路小礼拜堂建造时间不详，《青岛市志》称其为1908年所建，但该建筑未见于1914年前的资料。据记载，该礼拜堂由北美长老会所建。1927年，北美长老会与中华基督教会山东大会合作传教，该礼拜堂由中华基督教会胶东区会管理，时而兼做崇德中学和文德女中的音乐教室。1941年太平洋战争爆发后，北美长老会在青岛活动一度停止。
1946年，旅青烟台各教派基督徒组成的联合教会由河南路迁至此处。1948年4月，中华基督教会济阳路备堂会在此创建，次年又因信徒增加借用隔壁济阳路6号楼房。该会1949年8月在广饶路临字二四二号设立广饶路布道所并附设诊所。1958年秋，青岛基督教实行联合聚会，济阳路4号为10处联合聚会点之一。1960年（一说1965年）合并至观象二路教堂（青岛圣保罗堂）。文革开始后停止宗教活动。1991年6月，青岛市房产管理局将房产交还教会。1995年5月26日恢复礼拜等活动。该建筑现由教会出租作为民居和餐馆使用。该建筑现已列入市北区未定级不可移动文物名单。

## 建筑特色
该建筑砖木结构，地上二层，花岗岩砌基，墙面以清水红砖装饰，人字双坡屋顶，覆红色板瓦。南北立面各有两座红砖砌成的烟囱，紧贴墙面形成扶壁。东西立面为山墙。该楼楼上作为礼拜堂使用，可容纳200人，楼下作为教会人员宿舍、厨房及餐厅使用。